# Irakly Shanidze
Irakly Shanidze (* 1968 Gruzie) je současný gruzínský portrétní fotograf.

## Životopis
Narodil se v roce 1968 v Gruzii v bývalém Sovětském svazu. Jeho láska k fotografování rostla od dětství k dospívání fascinací výtvarným uměním Získal zaměstnání jako fotoreportér pro místní vojenské noviny, absolvoval vojenskou službu, později studoval na biochemii na Státní univerzitě v Moskvě.
Jako postgraduální student se v roce 1993 odstěhoval do Spojených států. Hodně jeho snímků by se dalo popsat jako street'though, ale od klasické pouliční fotografie se odlišuje v tom, že klade větší důraz na surrealistické pojetí a představivost. Ať už série snímků, ve kterých cizinci v podzemí postupně objevují jako vyzvědači, nebo alegorické konotace. Nic na práci Shanidzeho patrné okamžitě. Pro své ateliérové práce typicky využívá (často napůl oblečené) studenty v rámci inscenace. Ať už jsou to jemně posměšné klasické snímky nebo vysoce symbolické prvky, Shanidze zve diváka, aby použil své vlastní hledisko v reálném procesu dekódování smyslu obrazu.

## Ocenění
- 2007, Photographe de l'année 2007, catégorie photo d'art, agence ARTINDEX, Petrohrad.

## Výstavy
Shanidze se zúčastnil více než 22 sólových i skupinových výstav v mnoha zemích (USA, Kanada, Finsko, Portugalsko, atd).

## Galerie

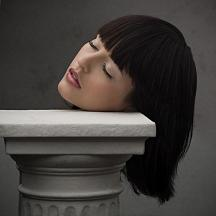
Irakly Shanidze: Hlava bezhlavé dívky ze série Looking Glass Nudes
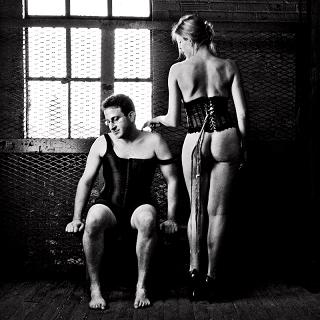
Dvojportrét ve výtahu (Double Portrait in an Elevator), fotografováno přístrojem Leica M8, 1.4/35
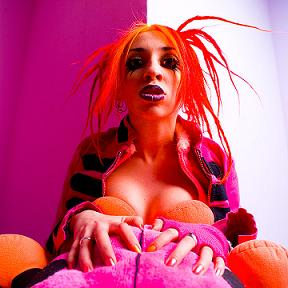
Emily na berušce (Emily on a ladybug), zakázka pro Lexar Microsystems, fotografováno přístrojem Contax 645/Kodak DCS Proback 645c
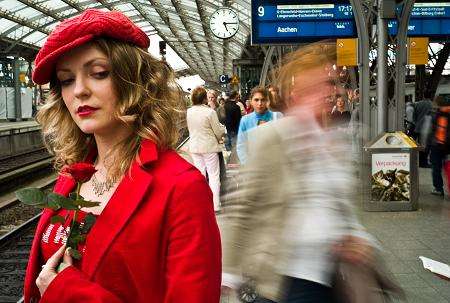
Cologne Train Station
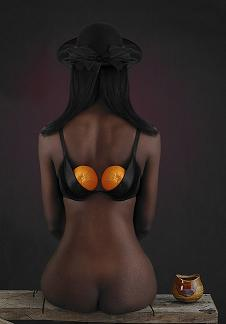
Leslie
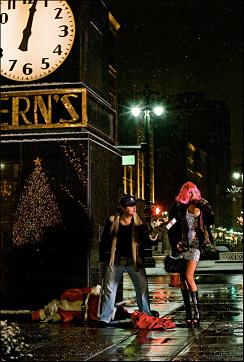
Santa-robbery